# Piazza Tebaldo Brusato
Piazza Tebaldo Brusato, è una piazza di Brescia collocata a sud dell'estremità est di via dei Musei, parallela all'altrettanto centrale piazzale Arnaldo. Intitolata a Tebaldo Brusato, nobile bresciano di parte guelfa, eroe della difesa di Brescia contro l'allora Imperatore del Sacro Romano Impero, Enrico VII. È di forma rettangolare e al centro è presente un giardino pubblico.

## Storia
Nel 1173 venne istituita come prima piazza comunale trasformando l'area attigua al monastero di Santa Giulia, adibita ad uso agricolo, come zona per la compravendita di merce, favorendo la nascita e crescita di molte botteghe artigiane; anche per questo motivo venne ribattezzata "Mercato Nuovo". Ne consegue come attorno a quell'area nacquero all'epoca numerose abitazioni e negozi di mercanti, oltre che di artigiani.
Con il passare dei secoli, cambiata la funzione della piazza, alcune famiglie nobili bresciane scelsero di spostare le proprie residenze nei pressi della piazza, in quella parte di centro storico che arriva fino a piazza del Foro. Alcuni interessanti esempi di abitazioni nobiliari sono palazzo Cigola, palazzo Luzzago e palazzo Suardi.
A sud-est della piazza, inoltre, si trova il sito archeologico della domus di via Alberto Mario, scavato negli anni 1980 da Gian Pietro Brogiolo e non visitabile.